# Liste des médaillées olympiques féminines en natation
Liste des sportives médaillées en natation aux Jeux olympiques d'été depuis la première apparition de la natation féminine au programme olympique en 1912.

## Brasse

### 100 mètres brasse
| Édition             | Or                  | Argent                     | Bronze             |
| ------------------- | ------------------- | -------------------------- | ------------------ |
| Mexico 1968         | Đurđica Bjedov      | Galina Prozoumenchtchikova | Sharon Wichman     |
| Munich 1972         | Catherine Carr      | Galina Prozoumenchtchikova | Beverley Whitfield |
| Montréal 1976       | Hannelore Anke      | Lyubov Rusanova            | Marina Koshevaya   |
| Moscou 1980         | Ute Geweniger       | Elvira Vasilkova           | Susanne Nielsson   |
| Los Angeles 1984    | Petra van Staveren  | Anne Ottenbrite            | Catherine Poirot   |
| Seoul 1988          | Tanya Dangalakova   | Antoaneta Frenkeva         | Silke Hörner       |
| Barcelone 1992      | Yelena Rudkovskaya  | Anita Nall                 | Samantha Riley     |
| Atlanta 1996        | Penelope Heyns      | Amanda Beard               | Samantha Riley     |
| Sydney 2000         | Megan Quann         | Leisel Jones               | Penelope Heyns     |
| Athènes 2004        | Luo Xuejuan         | Brooke Hanson              | Leisel Jones       |
| Pékin 2008          | Leisel Jones        | Rebecca Soni               | Mirna Jukić        |
| Londres 2012        | Rūta Meilutytė      | Rebecca Soni               | Satomi Suzuki      |
| Rio de Janeiro 2016 | Lilly King          | Yuliya Efimova             | Katie Meili        |
| Tokyo 2020          | Lydia Jacoby        | Tatjana Schoenmaker        | Lilly King         |
| Paris 2024          | Tatjana Schoenmaker | Tang Qianting              | Mona McSharry      |

### 200 mètres brasse
| Édition             | Or                   | Argent              | Bronze                     |
| ------------------- | -------------------- | ------------------- | -------------------------- |
| Paris 1924          | Lucy Morton          | Agnes Geraghty      | Gladys Carson              |
| Amsterdam 1928      | Hildegard Schrader   | Mietje Baron        | Lotte Mühe                 |
| Los Angeles 1932    | Clare Dennis         | Hideko Maehata      | Else Jacobsen              |
| Berlin 1936         | Hideko Maehata       | Martha Genenger     | Inge Sørensen              |
| Londres 1948        | Petronella van Vliet | Nancy Lyons         | Éva Novák                  |
| Helsinki 1952       | Éva Székely          | Éva Novák           | Elenor Gordon              |
| Melbourne 1956      | Ursula Happe         | Éva Székely         | Eva-Maria ten Elsen        |
| Rome 1960           | Anita Lonsbrough     | Wiltrud Urselmann   | Barbara Göbel              |
| Tokyo 1964          | Galina Stepanova     | Claudia Kolb        | Svetlana Babanina          |
| Mexico 1968         | Sharon Wichman       | Đurđica Bjedov      | Galina Prozoumenchtchikova |
| Munich 1972         | Beverley Whitfield   | Dana Schoenfield    | Galina Prozoumenchtchikova |
| Montréal 1976       | Marina Koshevaya     | Marina Yurchenya    | Lyubov Rusanova            |
| Moscou 1980         | Lina Kačiušytė       | Svetlana Varganova  | Yuliya Bogdanova           |
| Los Angeles 1984    | Anne Ottenbrite      | Susan Rapp          | Ingrid Lempereur           |
| Seoul 1988          | Silke Hörner         | Huang Xiaomin       | Antoaneta Frenkeva         |
| Barcelone 1992      | Kyoko Iwasaki        | Lin Li              | Anita Nall                 |
| Atlanta 1996        | Penelope Heyns       | Amanda Beard        | Ágnes Kovács               |
| Sydney 2000         | Ágnes Kovács         | Kristy Kowal        | Amanda Beard               |
| Athènes 2004        | Amanda Beard         | Leisel Jones        | Anne Poleska               |
| Pékin 2008          | Rebecca Soni         | Leisel Jones        | Sara Nordenstam            |
| Londres 2012        | Rebecca Soni         | Satomi Suzuki       | Yuliya Efimova             |
| Rio de Janeiro 2016 | Rie Kaneto           | Yuliya Efimova      | Shi Jinglin                |
| Tokyo 2020          | Tatjana Schoenmaker  | Lilly King          | Annie Lazor                |
| Paris 2024          | Kate Douglass        | Tatjana Schoenmaker | Tes Schouten               |

## Dos

### 100 mètres dos
| Édition             | Or                  | Argent              | Bronze                 |
| ------------------- | ------------------- | ------------------- | ---------------------- |
| Paris 1924          | Sybil Bauer         | Phyllis Harding     | Aileen Riggin          |
| Amsterdam 1928      | Maria Johanna Braun | Ellen King          | Joyce Cooper           |
| Los Angeles 1932    | Eleanor Holm        | Philomena Mealing   | Valerie Davies         |
| Berlin 1936         | Nida Senff          | Rie Mastenbroek     | Alice Bridges          |
| Londres 1948        | Karen Harup         | Suzanne Zimmerman   | Judy-Joy Davies        |
| Helsinki 1952       | Joan Harrison       | Geertje Wielema     | Jean Stewart           |
| Melbourne 1956      | Judy Grinham        | Carin Cone          | Margaret Edwards       |
| Rome 1960           | Lynn Burke          | Natalie Steward     | Satoko Tanaka          |
| Tokyo 1964          | Cathy Ferguson      | Christine Caron     | Virginia Duenkel       |
| Mexico 1968         | Kaye Hall           | Elaine Tanner       | Jane Swagerty          |
| Munich 1972         | Melissa Belote      | Andrea Gyarmati     | Susie Atwood           |
| Montréal 1976       | Ulrike Richter      | Birgit Treiber      | Nancy Garapick         |
| Moscou 1980         | Rica Reinisch       | Ina Kleber          | Petra Riedel           |
| Los Angeles 1984    | Theresa Andrews     | Betsy Mitchell      | Jolanda de Rover       |
| Seoul 1988          | Kristin Otto        | Krisztina Egerszegi | Cornelia Sirch         |
| Barcelone 1992      | Krisztina Egerszegi | Tünde Szabó         | Lea Loveless           |
| Atlanta 1996        | Beth Botsford       | Whitney Hedgepeth   | Marianne Kriel         |
| Sydney 2000         | Diana Mocanu        | Mai Nakamura        | Nina Zhivanevskaya     |
| Athènes 2004        | Natalie Coughlin    | Kirsty Coventry     | Laure Manaudou         |
| Pékin 2008          | Natalie Coughlin    | Kirsty Coventry     | Margaret Hoelzer       |
| Londres 2012        | Missy Franklin      | Emily Seebohm       | Aya Terakawa           |
| Rio de Janeiro 2016 | Katinka Hosszú      | Kathleen Baker      | Fu Yuanhui Kylie Masse |
| Tokyo 2020          | Kaylee McKeown      | Kylie Masse         | Regan Smith            |
| Paris 2024          | Kaylee McKeown      | Regan Smith         | Katharine Berkoff      |

### 200 mètres dos
| Édition             | Or                  | Argent              | Bronze                            |
| ------------------- | ------------------- | ------------------- | --------------------------------- |
| Mexico 1968         | Lillian Watson      | Elaine Tanner       | Kaye Hall                         |
| Munich 1972         | Melissa Belote      | Susie Atwood        | Donna Gurr                        |
| Montréal 1976       | Ulrike Richter      | Birgit Treiber      | Nancy Garapick                    |
| Moscou 1980         | Rica Reinisch       | Cornelia Polit      | Birgit Treiber                    |
| Los Angeles 1984    | Jolanda de Rover    | Amy White           | Anca Pătrășcoiu                   |
| Seoul 1988          | Krisztina Egerszegi | Kathrin Zimmermann  | Cornelia Sirch                    |
| Barcelone 1992      | Krisztina Egerszegi | Dagmar Hase         | Nicole Livingstone                |
| Atlanta 1996        | Krisztina Egerszegi | Whitney Hedgepeth   | Cathleen Rund                     |
| Sydney 2000         | Diana Mocanu        | Roxana Maracineanu  | Miki Nakao                        |
| Athènes 2004        | Kirsty Coventry     | Stanislava Komarova | Antje Buschschulte Reiko Nakamura |
| Pékin 2008          | Kirsty Coventry     | Margaret Hoelzer    | Reiko Nakamura                    |
| Londres 2012        | Missy Franklin      | Anastasia Zueva     | Elizabeth Beisel                  |
| Rio de Janeiro 2016 | Maya DiRado         | Katinka Hosszú      | Hilary Caldwell                   |
| Tokyo 2020          | Kaylee McKeown      | Kylie Masse         | Emily Seebohm                     |
| Paris 2024          | Kaylee McKeown      | Regan Smith         | Kylie Masse                       |

## Nage libre

### 50 mètres nage libre
| Édition             | Or                  | Argent                  | Bronze                      |
| ------------------- | ------------------- | ----------------------- | --------------------------- |
| Seoul 1988          | Kristin Otto        | Yang Wenyi              | Katrin Meißner Jill Sterkel |
| Barcelone 1992      | Yang Wenyi          | Zhuang Yong             | Angel Martino               |
| Atlanta 1996        | Amy Van Dyken       | Le Jingyi               | Sandra Völker               |
| Sydney 2000         | Inge de Bruijn      | Therese Alshammar       | Dara Torres                 |
| Athènes 2004        | Inge de Bruijn      | Malia Metella           | Lisbeth Lenton              |
| Pékin 2008          | Britta Steffen      | Dara Torres             | Cate Campbell               |
| Londres 2012        | Ranomi Kromowidjojo | Aliaksandra Herasimenia | Marleen Veldhuis            |
| Rio de Janeiro 2016 | Pernille Blume      | Simone Manuel           | Aliaksandra Herasimenia     |
| Tokyo 2020          | Emma McKeon         | Sarah Sjöström          | Pernille Blume              |
| Paris 2024          | Sarah Sjöström      | Meg Harris              | Zhang Yufei                 |

### 100 mètres nage libre
| Édition             | Or                                | Argent                  | Bronze                     |
| ------------------- | --------------------------------- | ----------------------- | -------------------------- |
| Stockholm 1912      | Fanny Durack                      | Mina Wylie              | Jennie Fletcher            |
| Anvers 1920         | Ethelda Bleibtrey                 | Irene Guest             | Frances Schroth            |
| Paris 1924          | Ethel Lackie                      | Mariechen Wehselau      | Gertrude Ederle            |
| Amsterdam 1928      | Albina Osipowich                  | Eleanor Garatti         | Joyce Cooper               |
| Los Angeles 1932    | Helene Madison                    | Willemijntje den Ouden  | Eleanor Saville            |
| Berlin 1936         | Rie Mastenbroek                   | Jeannette Campbell      | Gisela Arendt              |
| Londres 1948        | Greta Andersen                    | Ann Curtis              | Marie-Louise Vaessen       |
| Helsinki 1952       | Katalin Szőke                     | Johanna Termeulen       | Judit Temes                |
| Melbourne 1956      | Dawn Fraser                       | Lorraine Crapp          | Faith Leech                |
| Rome 1960           | Dawn Fraser                       | Christine Von Saltza    | Natalie Steward            |
| Tokyo 1964          | Dawn Fraser                       | Sharon Stouder          | Kathleen Ellis             |
| Mexico 1968         | Jan Henne                         | Susan Pedersen          | Linda Gustavson            |
| Munich 1972         | Sandra Neilson                    | Shirley Babashoff       | Shane Gould                |
| Montréal 1976       | Kornelia Ender                    | Petra Priemer           | Enith Brigitha             |
| Moscou 1980         | Barbara Krause                    | Caren Metschuck         | Ines Diers                 |
| Los Angeles 1984    | Nancy Hogshead Carrie Steinseifer | —                       | Annemarie Verstappen       |
| Seoul 1988          | Kristin Otto                      | Zhuang Yong             | Catherine Plewinski        |
| Barcelone 1992      | Zhuang Yong                       | Jenny Thompson          | Franziska van Almsick      |
| Atlanta 1996        | Le Jingyi                         | Sandra Völker           | Angel Martino              |
| Sydney 2000         | Inge de Bruijn                    | Therese Alshammar       | Jenny Thompson Dara Torres |
| Athènes 2004        | Jodie Henry                       | Inge de Bruijn          | Natalie Coughlin           |
| Pékin 2008          | Britta Steffen                    | Libby Trickett          | Natalie Coughlin           |
| Londres 2012        | Ranomi Kromowidjojo               | Aliaksandra Herasimenia | Tang Yi                    |
| Rio de Janeiro 2016 | Penny Oleksiak Simone Manuel      | —                       | Sarah Sjöström             |
| Tokyo 2020          | Emma McKeon                       | Siobhan Haughey         | Cate Campbell              |
| Paris 2024          | Sarah Sjöström                    | Torri Huske             | Siobhan Haughey            |

### 200 mètres nage libre
| Édition             | Or                  | Argent                | Bronze               |
| ------------------- | ------------------- | --------------------- | -------------------- |
| Mexico 1968         | Debbie Meyer        | Jan Henne             | Jane Barkman         |
| Munich 1972         | Shane Gould         | Shirley Babashoff     | Keena Rothhammer     |
| Montréal 1976       | Kornelia Ender      | Shirley Babashoff     | Enith Brigitha       |
| Moscou 1980         | Barbara Krause      | Ines Diers            | Carmela Schmidt      |
| Los Angeles 1984    | Mary Wayte          | Sippy Woodhead        | Annemarie Verstappen |
| Seoul 1988          | Heike Friedrich     | Silvia Poll           | Manuela Stellmach    |
| Barcelone 1992      | Nicole Haislett     | Franziska van Almsick | Kerstin Kielgass     |
| Atlanta 1996        | Claudia Poll        | Franziska van Almsick | Dagmar Hase          |
| Sydney 2000         | Susie O'Neill       | Martina Moravcová     | Claudia Poll         |
| Athènes 2004        | Camelia Potec       | Federica Pellegrini   | Solenne Figuès       |
| Pékin 2008          | Federica Pellegrini | Sara Isakovič         | Pang Jiaying         |
| Londres 2012        | Allison Schmitt     | Camille Muffat        | Bronte Barratt       |
| Rio de Janeiro 2016 | Katie Ledecky       | Sarah Sjöström        | Emma McKeon          |
| Tokyo 2020          | Ariarne Titmus      | Siobhan Haughey       | Penny Oleksiak       |
| Paris 2024          | Mollie O'Callaghan  | Ariarne Titmus        | Siobhan Haughey      |

### 400 mètres nage libre
| Édition             | Or                   | Argent              | Bronze             |
| ------------------- | -------------------- | ------------------- | ------------------ |
| Paris 1924          | Martha Norelius      | Helen Wainwright    | Gertrude Ederle    |
| Amsterdam 1928      | Martha Norelius      | Maria Johanna Braun | Josephine McKim    |
| Los Angeles 1932    | Helene Madison       | Lenore Kight        | Jenny Maakal       |
| Berlin 1936         | Rie Mastenbroek      | Ragnhild Hveger     | Lenore Kight       |
| Londres 1948        | Ann Curtis           | Karen Harup         | Catherine Gibson   |
| Helsinki 1952       | Valéria Gyenge       | Éva Novák           | Evelyn Kawamoto    |
| Melbourne 1956      | Lorraine Crapp       | Dawn Fraser         | Sylvia Ruuska      |
| Rome 1960           | Christine Von Saltza | Jane Cederqvist     | Tineke Lagerberg   |
| Tokyo 1964          | Virginia Duenkel     | Marilyn Ramenofsky  | Terri Lee Stickles |
| Mexico 1968         | Debbie Meyer         | Linda Gustavson     | Karen Moras        |
| Munich 1972         | Shane Gould          | Novella Calligaris  | Gudrun Wegner      |
| Montréal 1976       | Petra Thümer         | Shirley Babashoff   | Shannon Smith      |
| Moscou 1980         | Ines Diers           | Petra Schneider     | Carmela Schmidt    |
| Los Angeles 1984    | Tiffany Cohen        | Sarah Hardcastle    | June Croft         |
| Seoul 1988          | Janet Evans          | Heike Friedrich     | Anke Möhring       |
| Barcelone 1992      | Dagmar Hase          | Janet Evans         | Hayley Lewis       |
| Atlanta 1996        | Michelle Smith       | Dagmar Hase         | Kirsten Vlieghuis  |
| Sydney 2000         | Brooke Bennett       | Diana Munz          | Claudia Poll       |
| Athènes 2004        | Laure Manaudou       | Otylia Jędrzejczak  | Kaitlin Sandeno    |
| Pékin 2008          | Rebecca Adlington    | Katie Hoff          | Joanne Jackson     |
| Londres 2012        | Camille Muffat       | Allison Schmitt     | Rebecca Adlington  |
| Rio de Janeiro 2016 | Katie Ledecky        | Jazmin Carlin       | Leah Smith         |
| Tokyo 2020          | Ariarne Titmus       | Katie Ledecky       | Li Bingjie         |
| Paris 2024          | Ariarne Titmus       | Summer McIntosh     | Katie Ledecky      |

### 800 mètres nage libre
| Édition             | Or                | Argent                 | Bronze               |
| ------------------- | ----------------- | ---------------------- | -------------------- |
| Mexico 1968         | Debbie Meyer      | Pam Kruse              | María Teresa Ramírez |
| Munich 1972         | Keena Rothhammer  | Shane Gould            | Novella Calligaris   |
| Montréal 1976       | Petra Thümer      | Shirley Babashoff      | Wendy Weinberg       |
| Moscou 1980         | Michelle Ford     | Ines Diers             | Heike Dähne          |
| Los Angeles 1984    | Tiffany Cohen     | Michele Richardson     | Sarah Hardcastle     |
| Seoul 1988          | Janet Evans       | Astrid Strauss         | Julie McDonald       |
| Barcelone 1992      | Janet Evans       | Hayley Lewis           | Jana Henke           |
| Atlanta 1996        | Brooke Bennett    | Dagmar Hase            | Kirsten Vlieghuis    |
| Sydney 2000         | Brooke Bennett    | Yana Klochkova         | Kaitlin Sandeno      |
| Athènes 2004        | Ai Shibata        | Laure Manaudou         | Diana Munz           |
| Pékin 2008          | Rebecca Adlington | Alessia Filippi        | Lotte Friis          |
| Londres 2012        | Katie Ledecky     | Mireia Belmonte García | Rebecca Adlington    |
| Rio de Janeiro 2016 | Katie Ledecky     | Jazmin Carlin          | Boglárka Kapás       |
| Tokyo 2020          | Katie Ledecky     | Ariarne Titmus         | Simona Quadarella    |
| Paris 2024          | Katie Ledecky     | Ariarne Titmus         | Paige Madden         |

### 1500 mètres nage libre
| Édition    | Or            | Argent                   | Bronze       |
| ---------- | ------------- | ------------------------ | ------------ |
| Tokyo 2020 | Katie Ledecky | Erica Sullivan           | Sarah Köhler |
| Paris 2024 | Katie Ledecky | Anastasiia Kirpichnikova | Isabel Gose  |

## Papillon

### 100 mètres papillon
| Édition             | Or               | Argent                 | Bronze              |
| ------------------- | ---------------- | ---------------------- | ------------------- |
| Melbourne 1956      | Shelley Mann     | Nancy Ramey            | Mary Sears          |
| Rome 1960           | Carolyn Schuler  | Marianne Heemskerk     | Janice Andrew       |
| Tokyo 1964          | Sharon Stouder   | Ada Kok                | Kathleen Ellis      |
| Mexico 1968         | Lyn McClements   | Ellie Daniel           | Susan Shields       |
| Munich 1972         | Mayumi Aoki      | Roswitha Beier         | Andrea Gyarmati     |
| Montréal 1976       | Kornelia Ender   | Andrea Pollack         | Wendy Boglioli      |
| Moscou 1980         | Caren Metschuck  | Andrea Pollack         | Christiane Knacke   |
| Los Angeles 1984    | Mary T. Meagher  | Jenna Johnson          | Karin Seick         |
| Seoul 1988          | Kristin Otto     | Birte Weigang          | Qian Hong           |
| Barcelone 1992      | Qian Hong        | Crissy Ahmann-Leighton | Catherine Plewinski |
| Atlanta 1996        | Amy Van Dyken    | Liu Limin              | Angel Martino       |
| Sydney 2000         | Inge de Bruijn   | Martina Moravcová      | Dara Torres         |
| Athènes 2004        | Petria Thomas    | Otylia Jędrzejczak     | Inge de Bruijn      |
| Pékin 2008          | Libby Trickett   | Christine Magnuson     | Jessicah Schipper   |
| Londres 2012        | Dana Vollmer     | Lu Ying                | Alicia Coutts       |
| Rio de Janeiro 2016 | Sarah Sjöström   | Penny Oleksiak         | Dana Vollmer        |
| Tokyo 2020          | Margaret MacNeil | Zhang Yufei            | Emma McKeon         |
| Paris 2024          | Torri Huske      | Gretchen Walsh         | Zhang Yufei         |

### 200 mètres papillon
| Édition             | Or                     | Argent                 | Bronze            |
| ------------------- | ---------------------- | ---------------------- | ----------------- |
| Mexico 1968         | Ada Kok                | Helga Lindner          | Ellie Daniel      |
| Munich 1972         | Karen Moe              | Lynn Colella           | Ellie Daniel      |
| Montréal 1976       | Andrea Pollack         | Ulrike Tauber          | Rosemarie Gabriel |
| Moscou 1980         | Ines Geissler          | Sybille Schönrock      | Michelle Ford     |
| Los Angeles 1984    | Mary T. Meagher        | Karen Phillips         | Ina Beyermann     |
| Seoul 1988          | Kathleen Nord          | Birte Weigang          | Mary T. Meagher   |
| Barcelone 1992      | Summer Sanders         | Wang Xiaohong          | Susie O'Neill     |
| Atlanta 1996        | Susie O'Neill          | Petria Thomas          | Michelle Smith    |
| Sydney 2000         | Misty Hyman            | Susie O'Neill          | Petria Thomas     |
| Athènes 2004        | Otylia Jędrzejczak     | Petria Thomas          | Yuko Nakanishi    |
| Pékin 2008          | Liu Zige               | Jiao Liuyang           | Jessicah Schipper |
| Londres 2012        | Jiao Liuyang           | Mireia Belmonte García | Natsumi Hoshi     |
| Rio de Janeiro 2016 | Mireia Belmonte García | Madeline Groves        | Natsumi Hoshi     |
| Tokyo 2020          | Zhang Yufei            | Regan Smith            | Hali Flickinger   |
| Paris 2024          | Summer McIntosh        | Regan Smith            | Zhang Yufei       |

## 4 nages

### 200 mètres quatre nages
| Édition             | Or              | Argent                 | Bronze            |
| ------------------- | --------------- | ---------------------- | ----------------- |
| Mexico 1968         | Claudia Kolb    | Susan Pedersen         | Jan Henne         |
| Munich 1972         | Shane Gould     | Kornelia Ender         | Lynn Vidali       |
| Los Angeles 1984    | Tracy Caulkins  | Nancy Hogshead         | Michelle Pearson  |
| Seoul 1988          | Daniela Hunger  | Elena Dendeberova      | Noemi Lung        |
| Barcelone 1992      | Lin Li          | Summer Sanders         | Daniela Hunger    |
| Atlanta 1996        | Michelle Smith  | Marianne Limpert       | Lin Li            |
| Sydney 2000         | Yana Klochkova  | Beatrice Caslaru       | Cristina Teuscher |
| Athènes 2004        | Yana Klochkova  | Amanda Beard           | Kirsty Coventry   |
| Pékin 2008          | Stephanie Rice  | Kirsty Coventry        | Natalie Coughlin  |
| Londres 2012        | Ye Shiwen       | Alicia Coutts          | Caitlin Leverenz  |
| Rio de Janeiro 2016 | Katinka Hosszú  | Siobhan-Marie O'Connor | Maya DiRado       |
| Tokyo 2020          | Yui Ohashi      | Alex Walsh             | Kate Douglass     |
| Paris 2024          | Summer McIntosh | Kate Douglass          | Kaylee McKeown    |

### 400 mètres quatre nages
| Édition             | Or                  | Argent           | Bronze                 |
| ------------------- | ------------------- | ---------------- | ---------------------- |
| Tokyo 1964          | Donna de Varona     | Sharon Finneran  | Martha Randall         |
| Mexico 1968         | Claudia Kolb        | Lynn Vidali      | Sabine Steinbach       |
| Munich 1972         | Gail Neall          | Leslie Cliff     | Novella Calligaris     |
| Montréal 1976       | Ulrike Tauber       | Cheryl Gibson    | Becky Smith            |
| Moscou 1980         | Petra Schneider     | Sharron Davies   | Agnieszka Czopek       |
| Los Angeles 1984    | Tracy Caulkins      | Suzanne Landells | Petra Zindler          |
| Seoul 1988          | Janet Evans         | Noemi Lung       | Daniela Hunger         |
| Barcelone 1992      | Krisztina Egerszegi | Lin Li           | Summer Sanders         |
| Atlanta 1996        | Michelle Smith      | Allison Wagner   | Krisztina Egerszegi    |
| Sydney 2000         | Yana Klochkova      | Yasuko Tajima    | Beatrice Caslaru       |
| Athènes 2004        | Yana Klochkova      | Kaitlin Sandeno  | Georgina Bardach       |
| Pékin 2008          | Stephanie Rice      | Kirsty Coventry  | Katie Hoff             |
| Londres 2012        | Ye Shiwen           | Elizabeth Beisel | Li Xuanxu              |
| Rio de Janeiro 2016 | Katinka Hosszú      | Maya DiRado      | Mireia Belmonte García |
| Tokyo 2020          | Yui Ohashi          | Emma Weyant      | Hali Flickinger        |
| Paris 2024          | Summer McIntosh     | Katie Grimes     | Emma Weyant            |

## Relais

### Relais 4 × 100 mètres nage libre
| Édition                        | Or                                                                                            | Argent                                                                                            | Bronze                                                                                          |
| ------------------------------ | --------------------------------------------------------------------------------------------- | ------------------------------------------------------------------------------------------------- | ----------------------------------------------------------------------------------------------- |
| Stockholm 1912                 | Grande-Bretagne et Irlande Belle Moore Jennie Fletcher Annie Speirs Irene Steer               | Allemagne Wally Dressel Louise Otto Hermine Stindt Grete Rosenberg                                | Autriche Margarete Adler Klara Milch Josephine Sticker Berta Zahourek                           |
| Anvers 1920                    | États-Unis Margaret Woodbridge Frances Schroth Irene Guest Ethelda Bleibtrey                  | Grande-Bretagne et Irlande Hilda James Constance Jeans Charlotte Radcliffe Grace McKenzie         | Suède Aina Berg Emy Machnow Carin Nilsson Jane Gylling                                          |
| Paris 1924                     | États-Unis Euphrasia Donnelly Gertrude Ederle Ethel Lackie Mariechen Wehselau                 | Grande-Bretagne et Irlande Florence Barker Constance Jeans Grace McKenzie Vera Tanner             | Suède Aina Berg Gurli Ewerlund Wivan Pettersson Hjördis Töpel                                   |
| Amsterdam 1928                 | États-Unis Adelaide Lambert Albina Lucy Osipowich Eleanor Saville Martha Norelius             | Grande-Bretagne et I. du N. Margaret Cooper Vera Tanner Sarah Stewart Ellen King                  | Afrique du Sud Rhoda Rennie Freddie van der Goes Marie Bedford Kathleen Russell                 |
| Los Angeles 1932               | États-Unis Helen Johns Eleanor Saville Josephine McKim Helene Madison                         | Pays-Bas Willy den Ouden Puck Oversloot Corrie Laddé Marie Vierdag                                | Grande-Bretagne et I. du N. Margaret Cooper Elizabeth Davies Edna Hughes Helen Varcoe           |
| Berlin 1936                    | Pays-Bas Jopie Selbach Tini Wagner Willy den Ouden Rie Mastenbroek                            | Allemagne Ruth Halbsguth Leni Lohmar Ingeborg Schmitz Gisela Arendt                               | États-Unis Katherine Rawls Bernice Lapp Mavis Freeman Olive McKean                              |
| Londres 1948                   | États-Unis Marie Corridon Thelma Kalama Brenda Helser Ann Curtis                              | Danemark Eva Arndt-Riise Karen Harup Greta Andersen Fritze Carstensen                             | Pays-Bas Irma Heijting-Schuhmacher Margot Marsman Marie-Louise Linssen-Vaessen Hannie Termeulen |
| Helsinki 1952                  | Hongrie Ilona Novák Judit Temes Éva Novák Katalin Szöke                                       | Pays-Bas Marie-Louise Linssen-Vaessen Koosje van Voorn Hannie Termeulen Irma Heijting-Schuhmacher | États-Unis Jacqueline Lavine Marilee Stepan Joan Alderson Evelyn Kawamoto                       |
| Melbourne 1956                 | Australie Dawn Fraser Faith Leech Sandra Morgan Lorraine Crapp                                | États-Unis Sylvia Ruuska Shelley Mann Nancy Simons Joan Rosazza                                   | Afrique du Sud Natalie Myburgh Susan Roberts Moira Abernethy Jeanette Myburgh                   |
| Rome 1960                      | États-Unis Joan Spillane Shirley Stobs Carolyn Wood Chris von Saltza                          | Australie Dawn Fraser Ilsa Konrads Lorraine Crapp Alva Colquhoun                                  | Équipe unifiée d'Allemagne Christel Steffin Heidi Pechstein Gisela Weiss Ursula Brunner         |
| Tokyo 1964                     | États-Unis Sharon Stouder Donna de Varona Lillian Watson Kathleen Ellis                       | Australie Robyn Thorn Janice Murphy Lynette Bell Dawn Fraser                                      | Pays-Bas Pauline van der Wildt Toos Beumer Winnie van Weerdenburg Erica Terpstra                |
| Mexico 1968                    | États-Unis Jane Barkman Linda Gustavson Susan Pedersen Jan Henne                              | Allemagne de l'Est Gabriele Wetzko Roswitha Krause Uta Schmuck Martina Grunert                    | Canada Angela Coughlan Marilyn Corson Elaine Tanner Marion Lay                                  |
| Munich 1972                    | États-Unis Shirley Babashoff Jane Barkman Jennifer Kemp Sandra Neilson                        | Allemagne de l'Est Andrea Eife Kornelia Ender Elke Sehmisch Gabriele Wetzko                       | Allemagne de l'Ouest Gudrun Beckmann Heidemarie Reineck Angela Steinbach Jutta Weber            |
| Montréal 1976                  | États-Unis Kim Peyton Jill Sterkel Shirley Babashoff Wendy Boglioli                           | Allemagne de l'Est Petra Priemer Kornelia Ender Claudia Hempel Andrea Pollack                     | Canada Becky Smith Gail Amundrud Barbara Clark Anne Jardin                                      |
| Moscou 1980                    | Allemagne de l'Est Barbara Krause Caren Metschuck Ines Diers Sarina Hülsenbeck                | Suède Carina Ljungdahl Tina Gustafsson Agneta Mårtensson Agneta Eriksson                          | Pays-Bas Conny van Bentum Wilma van Velsen Reggie de Jong Annelies Maas                         |
| Los Angeles 1984               | États-Unis Jenna Johnson Carolyn Steinsteifer Dara Torres Nancy Hogshead                      | Pays-Bas Annemarie Verstappen Desi Reijers Elles Voskes Conny van Bentum                          | Allemagne de l'Ouest Iris Zscherpe Susanne Schuster Christiane Pielke Karin Seick               |
| Seoul 1988                     | Allemagne de l'Est Kristin Otto Katrin Meissner Daniela Hunger Manuela Stellmach              | Pays-Bas Marianne Muis Mildred Muis Conny van Bentum Karin Brienesse                              | États-Unis Mary Wayte Mitzi Kremer Laura Walker Dara Torres                                     |
| Barcelone 1992                 | États-Unis Nicole Haislett Angel Martino Jenny Thompson Dara Torres                           | Chine Le Jingyi Lu Bin Zhuang Yong Yang Wenyi                                                     | Allemagne Franziska van Almsick Daniela Hunger Simone Osygus Manuela Stellmach                  |
| Atlanta 1996                   | États-Unis Angel Martino Amy Van Dyken Catherine Fox Jenny Thompson                           | Chine Le Jingyi Chao Na Nian Yun Shan Ying                                                        | Allemagne Sandra Völker Simone Osygus Antje Buschschulte Franziska van Almsick                  |
| Sydney 2000                    | États-Unis Amy Van Dyken Courtney Shealy Jenny Thompson Dara Torres                           | Pays-Bas Manon van Rooijen Wilma van Hofwegen Inge de Bruijn Thamar Henneken                      | Suède Johanna Sjöberg Therese Alshammar Louise Jöhncke Anna-Karin Kammerling                    |
| Athènes 2004                   | Australie Alice Mills Libby Lenton Petria Thomas Jodie Henry                                  | États-Unis Kara Lynn Joyce Natalie Coughlin Amanda Weir Jenny Thompson                            | Pays-Bas Chantal Groot Inge Dekker Marleen Veldhuis Inge de Bruijn                              |
| Pékin 2008                     | Pays-Bas Inge Dekker Ranomi Kromowidjojo Femke Heemskerk Marleen Veldhuis                     | États-Unis Natalie Coughlin Lacey Nymeyer Kara Lynn Joyce Dara Torres                             | Australie Cate Campbell Alice Mills Melanie Schlanger Libby Trickett                            |
| Londres 2012                   | Australie Alicia Coutts Cate Campbell Brittany Elmslie Melanie Schlanger                      | Pays-Bas Inge Dekker Marleen Veldhuis Femke Heemskerk Ranomi Kromowidjojo                         | États-Unis Missy Franklin Jessica Hardy Lia Neal Allison Schmitt                                |
| Rio de Janeiro 2016            | Australie Emma McKeon Brittany Elmslie Bronte Campbell Cate Campbell                          | États-Unis Simone Manuel Abbey Weitzeil Dana Vollmer Katie Ledecky                                | Canada Sandrine Mainville Chantal Van Landeghem Taylor Ruck Penny Oleksiak                      |
| Tokyo 2020                     | Australie Bronte Campbell Meg Harris Emma McKeon Cate Campbell                                | Canada Kayla Sanchez Margaret MacNeil Rebecca Smith Penny Oleksiak                                | États-Unis Erika Brown Abbey Weitzeil Natalie Hinds Simone Manuel                               |
| Paris 2024 résultats détaillés | Australie Mollie O'Callaghan Shayna Jack Emma McKeon Meg Harris Olivia Wunsch Bronte Campbell | États-Unis Kate Douglass Gretchen Walsh Torri Huske Simone Manuel Abbey Weitzeil Erika Connolly   | Chine Yang Junxuan Cheng Yujie Zhang Yufei Wu Qingfeng Yu Yiting                                |

### Relais 4 × 200 mètres nage libre
| Édition                        | Or | Argent | Bronze                                                                              |
| ------------------------------ | --- | --- | ----------------------------------------------------------------------------------- |
| Atlanta 1996                   | États-Unis Trina Jackson Cristina Teuscher Sheila Taormina Jenny Thompson                                         | Allemagne Franziska van Almsick Kerstin Kielgass Anke Scholz Dagmar Hase                                                    | Australie Julia Greville Nicole Livingstone Emma Johnson Susie O'Neill              |
| Sydney 2000                    | États-Unis Diana Munz Jenny Thompson Samantha Arsenault Lindsay Benko                                             | Australie Giaan Rooney Petria Thomas Kirsten Thomson Susie O'Neill                                                          | Allemagne Franziska van Almsick Antje Buschschulte Sara Harstick Kerstin Kielgass   |
| Athènes 2004                   | États-Unis Natalie Coughlin Carly Piper Dana Vollmer Kaitlin Sandeno                                              | Chine Zhu Yingwen Xu Yanwei Yang Yu Pang Jiaying                                                                            | Allemagne Franziska van Almsick Petra Dallmann Antje Buschschulte Hannah Stockbauer |
| Pékin 2008                     | Australie Stephanie Rice Bronte Barratt Kylie Palmer Linda Mackenzie                                              | Chine Yang Yu Zhu Qianwei Tan Miao Pang Jiaying                                                                             | États-Unis Allison Schmitt Natalie Coughlin Caroline Burckle Katie Hoff             |
| Londres 2012                   | États-Unis Missy Franklin Dana Vollmer Shannon Vreeland Allison Schmitt                                           | Australie Bronte Barratt Melanie Schlanger Kylie Palmer Alicia Coutts                                                       | France Camille Muffat Charlotte Bonnet Ophélie-Cyrielle Étienne Coralie Balmy       |
| Rio de Janeiro 2016            | États-Unis Allison Schmitt Leah Smith Maya DiRado Katie Ledecky                                                   | Australie Leah Neale Emma McKeon Bronte Barratt Tamsin Cook                                                                 | Canada Katerine Savard Taylor Ruck Brittany MacLean Penny Oleksiak                  |
| Tokyo 2020                     | Chine Yang Junxuan Tang Muhan Zhang Yufei Li Bingjie                                                              | États-Unis Allison Schmitt Paige Madden Katie McLaughlin Katie Ledecky                                                      | Australie Ariarne Titmus Emma McKeon Madison Wilson Leah Neale                      |
| Paris 2024 résultats détaillés | Australie- Mollie O'Callaghan - Lani Pallister - Brianna Throssell - Ariarne Titmus - Jamie Perkins - Shayna Jack | États-Unis- Claire Weinstein - Paige Madden - Katie Ledecky - Erin Gemmell - Anna Peplowski - Simone Manuel - Alex Shackell | Chine- Yang Junxuan - Li Bingjie - Ge Chutong - Liu Yaxin - Tang Muhan - Kong Yaqi  |

### Relais 4 × 100 mètres 4 nages
| Édition                        | Or                                                                             | Argent                                                                         | Bronze                                                                                         |
| ------------------------------ | ------------------------------------------------------------------------------ | ------------------------------------------------------------------------------ | ---------------------------------------------------------------------------------------------- |
| Rome 1960                      | États-Unis Lynn Burke Patty Kempner Carolyn Schuler Chris von Saltza           | Australie Marilyn Wilson Rosemary Lassig Jan Andrew Dawn Fraser                | Équipe unifiée d'Allemagne Ingrid Schmidt Ursula Küper Bärbel Fuhrmann Ursel Brunner           |
| Tokyo 1964                     | États-Unis Kathleen Ferguson Cynthia Goyette Sharon Stouder Kathleen Ellis     | Pays-Bas Kornelia Winkel Klena Bimolt Ada Kok Erica Terpstra                   | Union soviétique Tatyana Savelyeva Svetlana Babanina Tatyana Devyatova Natalya Ustinova        |
| Mexico 1968                    | États-Unis Kaye Hall Catherine Ball Ellie Daniel Susan Pedersen                | Australie Lynne Watson Judy Playfair Lyn McClements Janet Steinbeck            | Équipe unifiée d'Allemagne Angelika Kraus Uta Frommater Heike Hustede-Nagel Heidemarie Reineck |
| Munich 1972                    | États-Unis Melissa Belote Catherine Carr Deena Deardurff Sandra Neilson        | Allemagne de l'Est Christine Herbst Renate Vogel Roswitha Beier Kornelia Ender | Allemagne de l'Ouest Gudrun Beckmann Vreni Eberle Silke Pielen Heidemarie Reineck              |
| Montréal 1976                  | Allemagne de l'Est Ulrike Richter Hannelore Anke Kornelia Ender Andrea Pollack | États-Unis Camille Wright Shirley Babashoff Linda Jezek Lauri Siering          | Canada Susan Sloan Robin Corsiglia Wendy Hogg Anne Jardin                                      |
| Moscou 1980                    | Allemagne de l'Est Rica Reinisch Ute Geweniger Andrea Pollack Caren Metschuck  | Grande-Bretagne Helen Jameson Margaret Kelly Ann Osgerby June Croft            | Union soviétique Yelena Kruglova Yelvira Vasilkova Alla Grishchenkova Natalya Meschcheryakova  |
| Los Angeles 1984               | États-Unis Theresa Andrews Tracy Caulkins Mary T. Meagher Nancy Hogshead       | Allemagne de l'Ouest Svenja Schlicht Ute Hasse Ina Beyermann Karin Seick       | Canada Reema Abdo Anne Ottenbrite Michelle MacPherson Pamela Rai                               |
| Seoul 1988                     | Allemagne de l'Est Kristin Otto Silke Hörner Birte Weigang Katrin Meissner     | États-Unis Beth Barr Tracey McFarlane Janel Jorgensen Mary Wayte               | Canada Lori Melien Allison Higson Jane Kerr Andrea Nugent                                      |
| Barcelone 1992                 | États-Unis Crissy Ahmann-Leighton Lea Loveless Anita Nall Jenny Thompson       | Allemagne Franziska van Almsick Jana Dörries Dagmar Hase Daniela Hunger        | Équipe unifiée Nina Zhivanevskaya Olga Kirichenko Natalia Meshcheryakova Elena Rudkovskaya     |
| Atlanta 1996                   | États-Unis Beth Botsford Amanda Beard Angel Martino Amy Van Dyken              | Australie Nicole Livingstone Samantha Riley Susie O'Neill Sarah Ryan           | Chine Chen Yan Han Xue Cai Huijue Shan Ying                                                    |
| Sydney 2000                    | États-Unis Dara Torres Barbara Bedford Megan Quann Jenny Thompson              | Australie Petria Thomas Leisel Jones Susie O'Neill Dyana Calub                 | Japon Masami Tanaka Sumika Minamoto Mai Nakamura Junko Onishi                                  |
| Athènes 2004                   | Australie Giaan Rooney Leisel Jones Petria Thomas Jodie Henry                  | États-Unis Natalie Coughlin Amanda Beard Jennifer Thompson Kara Lynn Joyce     | Allemagne Antje Buschschulte Sarah Poewe Franziska van Almsick Daniela Gotz                    |
| Pékin 2008                     | Australie Emily Seebohm Leisel Jones Jessicah Schipper Libby Trickett          | États-Unis Natalie Coughlin Rebecca Soni Christine Magnuson Dara Torres        | Chine Jing Zhao Sun Ye Zhou Yafei Pang Jiaying                                                 |
| Londres 2012                   | États-Unis Missy Franklin Rebecca Soni Dana Vollmer Allison Schmitt            | Australie Emily Seebohm Leisel Jones Alicia Coutts Melanie Schlanger           | Japon Aya Terakawa Satomi Suzuki Yuka Kato Haruka Ueda                                         |
| Rio de Janeiro 2016            | États-Unis Kathleen Baker Lilly King Dana Vollmer Simone Manuel                | Australie Emily Seebohm Taylor McKeown Emma McKeon Cate Campbell               | Danemark Mie Nielsen Rikke Møller Pedersen Jeanette Ottesen Pernille Blume                     |
| Tokyo 2020                     | Australie Kaylee McKeown Chelsea Hodges Emma McKeon Cate Campbell              | États-Unis Regan Smith Lydia Jacoby Torri Huske Abbey Weitzeil                 | Canada Kylie Masse Sydney Pickrem Margaret MacNeil Penny Oleksiak                              |
| Paris 2024 résultats détaillés | États-Unis- Regan Smith - Lilly King - Gretchen Walsh - Torri Huske            | Australie- Kaylee McKeown - Jenna Strauch - Emma McKeon - Mollie O'Callaghan   | Chine- Tang Qianting - Yang Junxuan - Zhang Yufei - Wan Letian                                 |

## 10 km eau libre
| Édition                        | Or                    | Argent                | Bronze            |
| ------------------------------ | --------------------- | --------------------- | ----------------- |
| Pékin 2008                     | Larisa Ilchenko       | Keri-Anne Payne       | Cassandra Patten  |
| Londres 2012                   | Éva Risztov           | Haley Anderson        | Martina Grimaldi  |
| Rio de Janeiro 2016            | Sharon van Rouwendaal | Rachele Bruni         | Poliana Okimoto   |
| Tokyo 2020                     | Ana Marcela Cunha     | Sharon van Rouwendaal | Kareena Lee       |
| Paris 2024 résultats détaillés | Sharon van Rouwendaal | Moesha Johnson        | Ginevra Taddeucci |